# Mithridates I van Kios
Mithridates I van Kios was heerser van Kios, al is er veel onzekerheid over zijn heerschappij. Waarschijnlijk is hij de voorganger van de bekende satraap Ariobarzanes van Frygië die tot 362 v.Chr. heerste.
Hij was afkomstig uit een Perzische adellijke familie die later aanspraak maakte op afstamming van Darius I of een van de zeven edelen die de magiër pseudo-Smerdis hadden gedood. Dit was echter naar alle waarschijnlijkheid propaganda uit de tijd van Mithridates VI van Pontus om het aanzien van de familielijn te vergroten.